# Йордже Димитров
Йордже Димитров Джорджев е български просветен деец от времето на Българското възраждане в Източна Македония.

## Биография
Роден е в 1840 или 1842 година в неврокопското село Ковачевица, тогава в Османската империя. Учи при Никола Ковачевски в светското училище в родното си село и от 1862 до 1864 година е учител в училището му. Занимава се с бакалска търговия. В 1870 година построява хан в центъра на Ковачевица, който след няколко опита да бъде ограбен, около 1882 година е подпален от турци и в пожара загиват 3 от децата на Димитров. В 1888 година в памет на децата си Йордже Димитров дарява средства за постояване на ново училище – открито в 1892 година и наречено на неговото име. Йордже Димитров умира в 1893 или 1894 година. Дядо е на революционера Йордже Дичев.